# Laurence Olivier Awards 2024
Die 47. Laurence Olivier Awards 2024 wurden am 14. April 2024 in der Royal Albert Hall von der Society of London Theatre vergeben, um herausragende Theater- und Musicalproduktionen zu würdigen. Ausgezeichnet wurden Produktionen der Theatersaison 2023/2024. Die Preisverleihung wurde erneut von Hannah Waddingham moderiert.

## Hintergrund
Der Laurence Olivier Award (auch Olivier Award) ist ein seit 1976 jährlich vergebener britischer Theater- und Musicalpreis. Er gilt als höchste Auszeichnung im britischen Theater und ist vergleichbar mit dem Tony Award am amerikanischen Broadway. Verliehen wird die Auszeichnung von der Society of London Theatre. Ausgezeichnet werden herausragende Darsteller und Produktionen einer Theatersaison, die im Londoner West End zu sehen waren. Die Auszeichnungen hießen zunächst Society of West End Theatre Awards und wurden 1985 zu Ehren des renommierten britischen Schauspielers Laurence Olivier in Laurence Olivier Awards umbenannt. Die Nominierten und Gewinner der Laurence Olivier Awards „werden jedes Jahr von einer Gruppe angesehener Theaterfachleute, Theaterkoryphäen und Mitgliedern des Publikums ausgewählt, die wegen ihrer Leidenschaft für das Londoner Theater“ bekannt sind.

## Gewinner und Nominierte
Die Nominierungen wurden am 12. März 2024 in 26 Kategorien bekannt gegeben, die Gewinner während der Preisverleihung am 14. April 2022.
| Bestes neues Theaterstück | Bestes neues Musical |
| --- | --- |
| - Dear England von James Graham – National Theatre Olivier und Prince Edward Theatre - The Hills of California von Jez Butterworth – Harold Pinter Theatre - The Motive and the Cue von Jack Thorne – National Theatre Lyttleton und Noël Coward Theatre - Till the Stars Come Down von Beth Steel – National Theatre Dorfman | - Operation Mincemeat – Fortune Theatre - The Little Big Things – @sohoplace - Next to Normal – Donmar Warehouse - A Strange Loop – Barbican Theatre |
| Beste Wiederaufnahme Theaterstück | Beste Wiederaufnahme Musical |
| - Vanya – Duke of York’s Theatre - The Effect – National Theatre Lyttelton - Macbeth – Donmar Warehouse - Shirley Valentine – Duke of York’s Theatre | - Sunset Boulevard – Savoy Theatre - Groundhog Day – The Old Vic Theatre - Guys and Dolls – Bridge Theatre - Hadestown – Lyric Theatre |
| Beste neue Comedy | Bestes Entertainment |
| - Stranger Things: The First Shadow von Kate Trefry (auf Basis des Originalwerkes von Matt Duffer, Ross Duffer, Jack Thorne und Trefry) – Phoenix Theatre - Accidental Death of an Anarchist von Dario Fo und Franca Rame, adaptiert von Tom Basden – Lyric Hammersmith Theatre und Theatre Royal Haymarket - Stephen Sondheim’s Old Friends von Stephen Sondheim – Gielgud Theatre - Vardy v Rooney: The Wagatha Christie Trial adaptiert von Liv Hennessy – Ambassadors Theatre                   | - Dinosaur World Live – Regent’s Park Open Air Theatre - Bluey’s Big Play – Royal Festival Hall im Southbank Centre - The House with Chicken Legs – Queen Elizabeth Hall im Southbank Centre - The Smeds and The Smoos – Lyric Theatre |
| Bester Darsteller Theaterstück | Beste Darstellerin Theaterstück |
| - Mark Gatiss als John Gielgud in The Motive and the Cue – National Theatre Lyttleton und Noël Coward Theatre - Joseph Fiennes als Gareth Southgate in Dear England – National Theatre Olivier und Prince Edward Theatre - James Norton als Jude St. Francis in A Little Life – Harold Pinter Theatre und Savoy Theatre - Andrew Scott als Darsteller in Vanya – Duke of York’s Theatre - David Tennant als Macbeth in Macbeth – Donmar Warehouse                                                   | - Sarah Snook als Darsteller in The Picture of Dorian Gray – Theatre Royal Haymarket - Laura Donnelly als Veronica und Joan in The Hills of California – Harold Pinter Theatre - Sophie Okonedo als Medea in Medea – @sohoplace - Sarah Jessica Parker als Karen Nash, Muriel Tate und Norma Hubley in Plaza Suite – Savoy Theatre - Sheridan Smith als Shirley in Shirley Valentine – Duke of York’s Theatre                                                      |
| Bester Darsteller Musical | Beste Darstellerin Musical |
| - Tom Francis als Joe Gillis in Sunset Boulevard – Savoy Theatre - David Cumming als Charles Cholmondeley und Andere in Operation Mincemeat – Fortune Theatre - Daniel Mays als Nathan Detroit in Guys and Dolls – Bridge Theatre - Charlie Stemp als Bobby Child in Crazy for You – Gillian Lynne Theatre | - Nicole Scherzinger als Norma Desmond in Sunset Boulevard – Savoy Theatre - Natasha Hodgson als Ewan Montagu und Andere in Operation Mincemeat – Fortune Theatre - Caissie Levy als Diana Goodman in Next to Normal – Donmar Warehouse - Marisha Wallace als Miss Adelaide in Guys and Dolls – Bridge Theatre |
| Bester Nebendarsteller Theaterstück | Beste Nebendarstellerin Theaterstück |
| - Will Close als Harry Kane in Dear England – National Theatre Olivier und Prince Edward Theatre - Paul Hilton als Peter Stockmann in An Enemy of the People – Duke of York’s Theatre - Giles Terera als Montrellous in Clyde’s – Donmar Warehouse - Luke Thompson als Willem Ragnarsson in A Little Life – Harold Pinter Theatre und Savoy Theatre - Zubin Varla als Harold Stein in A Little Life – Harold Pinter Theatre und Savoy Theatre                                                       | - Haydn Gwynne als Stanley Baldwin in When Winston Went to War with the Wireless – Donmar Warehouse - Lorraine Ashbourne als Aunty Carol in Till the Stars Come Down – National Theatre Dorfman - Priyanga Burford als Aslaksen in An Enemy of the People – Duke of York’s Theatre - Gina McKee als Pippa Grange in Dear England – National Theatre Olivier und Prince Edward Theatre - Tanya Reynolds als Mei in A Mirror – Almeida Theatre und Trafalgar Theatre |
| Bester Nebendarsteller Musical | Beste Nebendarstellerin Musical |
| - Jak Malone als Hester Leggett, Bernard Spilsbury und Andere in Operation Mincemeat – Fortune Theatre - Cedric Neal als Nicely Nicely Johnson in Guys and Dolls – Bridge Theatre - David Thaxton als Max von Mayerling in Sunset Boulevard – Savoy Theatre - Jack Wolfe als Gabriel „Gabe“ Goodman in Next to Normal – Donmar Warehouse | - Amy Trigg als Agnes in The Little Big Things – @sohoplace - Grace Hodgett-Young als Betty Schaefer in Sunset Boulevard – Savoy Theatre - Zoë Roberts als Johnny Bevan, Ian Fleming und Andere in Operation Mincemeat – Fortune Theatre - Eleanor Worthington Cox als Natalie Goodman in Next to Normal – Donmar Warehouse |
| Bester Regisseur / Beste Regisseurin | Bester Choreograph / Beste Choreographin |
| - Jamie Lloyd für Sunset Boulevard – Savoy Theatre - Stephen Daldry und Justin Martin für Stranger Things: The First Shadow – Phoenix Theatre - Rupert Goold für Dear England – National Theatre Olivier und Prince Edward Theatre - Sam Mendes für The Motive and the Cue – National Theatre Lyttelton und Noël Coward Theatre | - James Cousins und Arlene Phillips für Guys and Dolls – Bridge Theatre - Fabian Aloise für Sunset Boulevard – Savoy Theatre - Ellen Kane und Hannes Langolf für Dear England – National Theatre Olivier und Prince Edward Theatre - Mark Smith für The Little Big Things – @sohoplace - Susan Stroman für Crazy for You – Gillian Lynne Theatre |
| Bester Bühnenbildner / Beste Bühnenbildnerin | Bester Kostümdesigner / Beste Kostümdesignerin |
| - 59 Productions für das Videodesign und Miriam Buether für das Szenendesign von Stranger Things: The First Shadow – Phoenix Theatre - Nathan Amzi und Joe Ransom für das Videodesign und Soutra Gilmour für das Szenendesign von Sunset Boulevard – Savoy Theatre - Bunny Christie für das Szenendesign von Guys and Dolls – Bridge Theatre - Es Devlin für das Szenendesign und Ash J. Woodward für das Videodesign von Dear England – National Theatre Olivier und Prince Edward Theatre         | - Marg Horwell für The Picture of Dorian Gray – Theatre Royal Haymarket - Deborah Andrews und Bunny Christie für Guys and Dolls – Bridge Theatre - Ryan Dawson Laight für La Cage aux Folles – Regent’s Park Open Air Theatre - Hugh Durrant für Peter Pan – London Palladium |
| Bester Lichtdesigner / Beste Lichtdesignerin | Bester Sounddesigner / Beste Sounddesignerin |
| - Jack Knowles für Sunset Boulevard – Savoy Theatre - Jon Clark für Dear England – National Theatre Olivier und Prince Edward Theatre - Jon Clark für Stranger Things: The First Shadow – Phoenix Theatre - Paule Constable für Guys and Dolls – Bridge Theatre | - Adam Fisher für Sunset Boulevard – Savoy Theatre - Paul Arditti für Stranger Things: The First Shadow – Phoenix Theatre - Dan Balfour und Tom Gibbons für Dear England – National Theatre Olivier und Prince Edward Theatre - Gareth Fry für Macbeth – Donmar Warehouse |
| Herausragender musikalischer Beitrag | |
| - Alan Williams für die musikalische Leitung und Betreuung von Sunset Boulevard – Savoy Theatre - Tom Brady für das Arrangement und die musikalische Betreuung und Charlie Rosen für die Orchestrierung von Guys and Dolls – Bridge Theatre - Matt Brind für das Arrangement, die musikalische Betreuung und die Orchestrierung von Just for One Day – Old Vic Theatre - Joe Bunker für die musikalische Leitung und Steve Sidwell für die Orchestrierung von Operation Mincemeat – Fortune Theatre | |
| Beste neue Ballettproduktion | Herausragende Leistungen Ballett |
| - La Ruta von Gabriela Carrizo, Nederlands Dans Theater – Sadler’s Wells Theatre - Broken Chord von Gregory Maqoma und Thuthuka Sibisi – Sadler’s Wells Theatre - The Rite of Spring von Seeta Patel – Sadler’s Wells Theatre - Time Spell von Michelle Dorrance, Jillian Meyers und Tiler Peck – Sadler’s Wells Theatre | - Isabela Coracy für ihre Leistung in Nina: By Whatever Means, Cassa Pacho’s Ballet Black: Pioneers – Barbican Theatre - Jonzi D für die künstlerische Leitung von Breakin’ Convention 2023: International Festival of Hip Hop Dance Theatre – Sadler’s Wells Theatre - Rhiannon Faith für ihre Konzeption von Lay Down Your Burdens – The Pit at Barbican Centre                                                                                                  |
| Beste neue Opernproduktion | Herausragende Leistungen Oper |
| - Innocence, Royal Opera – Royal Opera House - Blue, English National Opera – London Coliseum - Picture a Day Like This, Royal Opera – Royal Opera House – Linbury Theatre - Das Rheingold, English National Opera – London Coliseum | - Antonio Pappano für die musikalische Leitung des Royal Opera House - Marina Abramović für die Konzeption und Gestaltung von 7 Deaths of Maria Callas – London Coliseum - Belarus Free Theatre Company für King Stakh’s Wild Hunt – Barbican Theatre |
| Herausragende Theaterleistungen | |
| - Sleepova – Bush Theatre - Blue Mist – Jerwood Upstairs, Royal Court - A Playlist for the Revolution – Bush Theatre - The Swell – Orange Tree Theatre - The Time Machine: A Comedy – Park Theatre | |

## Sonderpreise
| Kategorie                         | Besondere Beachtung                                                                   |
| --------------------------------- | ------------------------------------------------------------------------------------- |
| Sonderpreis der Society of London | - Sylvia Addison - Vereen Irving - Robert Israel - Richard Walton - Susan Whiddington |

## Statistik

### Mehrfache Nominierungen
- 11 Nominierungen: Sunset Boulevard
- 9 Nominierungen: Dear England, Guys and Dolls
- 6 Nominierungen: Operation Mincemeat
- 5 Nominierungen: Stranger Things: The First Shadow
- 4 Nominierungen: Next to Normal
- 3 Nominierungen: A Little Life, Macbeth, The Little Big Things, The Motive and the Cue
- 2 Nominierungen: An Enemy of the People, Crazy for You, Shirley Valentine, The Hills of California, The Picture of Dorian Gray, Till the Stars Come Down, Vanya

### Mehrfache Gewinne
- 7 Gewinne: Sunset Boulevard
- 2 Gewinne: Dear England, Operation Mincemeat, Stranger Things: The First Shadow, The Picture of Dorian Gray